# Jitō
Cesarzowa Jitō (jap. 持統天皇 Jitō tennō; ur. 645, zm. 13 stycznia 703) — 41. cesarzowa-władczyni Japonii, według tradycyjnego porządku dziedziczenia.
Przed wstąpieniem na tron nosiła imię księżniczka Uno no Sasara (jap. 鸕野讚良皇子 Uno no Sasara no ōji).
Jitō panowała w latach 686-697.
Mauzoleum cesarzowej-władczyni Jitō znajduje się w Nara. Nazywa się Hinokuma-no-Ōuchi no misasagi.